# 클라우드 게임
클라우드 게임이란 클라우드 서비스의 일종으로 게임을 서버에 저장한 채 게임 이용을 요구하는 단말기에 즉각적으로 스트리밍하는 서비스를 의미한다. 스트리밍 방식에 따라 '비디오 스트리밍' 기반의 클라우드 게임과 '파일 스트리밍(픽셀 스트리밍)'기반의 클라우드 게임으로 나뉠 수 있다.

## 시스템 구조
클라우드 게임 서비스의 기본 구조는 다음과 같다. 먼저 게이머의 접속과 함께 원격의 클라우드 서버에서 게임이 구동되고, 출력된 오디오/비디오 데이터가 캡처된다. 해당 데이터가 코덱을 통한 인코딩 과정을 거쳐 네트워크 패킷으로 전송되고, 이를 클라이언트, 게이머의 단말기가 받아 재생한다. 그리고 단말기에 연결된 입력장치를 통해 게임조작 신호가 입력되고 이는 다시 서버에 전달된다. 서버에 전달된 게이머의 입력신호는 서버에서 구동되는 게임의 입력으로 처리되어 게이머의 조작이 실제 게임에 반영된다. 이는 마치 게이머가 동영상을 보며 게임을 즐기는 것과 같다.

### 서버
클라우드 게임 서비스에서 서버는 다시 응용 소프트웨어 구동 모듈과 인코딩 모듈, 전송 모듈로 나뉜다. 구동 모듈은 게임 애플리케이션을 구동하는 모듈로, 실제 게임이 여기서 구동되며 클라이언트 단말의 조작신호를 처리한다. 인코딩 모듈은 구동된 게임의 오디오/비디오 데이터를 코덱으로 압축한다. 비디오 인코딩의 경우, 대부분 압축률에 유리한 H.264 압축을 사용하며 경우에 따라 MPEG2 압축을 취하기도 한다. 오디오 압축에 있어서는 일반적으로 PCM, AAC, AC3 등의 포맷이 사용된다. 마지막 전송 모듈의 경우, 인코딩된 스트림을 네트워크 패킷화하여 클라이언트로 전송하는 역할을 담당하며 일반적으로 유니캐스트 방식을 사용한다.

### 클라이언트
클라우드 게임 서비스에서 클라이언트는 수신 모듈, 디코딩 모듈, 입력 모듈로 이루어져 있다. 수신 모듈은 서버의 전송 모듈이 패킷화한 스트림을 다시 프레임 단위로 결합하는 역할을 담당하며 실시간 전송 프로토콜을 사용해 전송을 하는 경우에는 순서관계를 맞추어 조립하는 작업도 겸하게 된다. 수신 모듈로부터 결합, 전달된 데이터를 디코딩 모듈이 디코더로 공급해 압축된 데이터를 화면에 출력할 수 있게 만든다. 마지막으로 입력 모듈은 클라이언트 단말에 연결된 키보드나 마우스 게임패드등과 같은 입력기기들의 신호를 받고 이를 패킷화하여 서버에 전송하는 역할을 한다.

### GPU
GPU라는 용어는 엔비디아(NVIDIA)사에서 1999년에 '지포스(GeForce)'라는 이름의 새로운 그래픽 컨트롤러(Graphics Controller)를 출시하며 처음 명명된 것이다. 이것은 CPU의 도움 없이 자체적으로 폴리곤, 즉 3D 그래픽을 구성하는 도형의 변형 및 광원효과를 구사하는 기능, '하드웨어 T&L'을 갖추고 있었다. 이는 이전까지 사용했던 그래픽 컨트롤러와는 확연히 다른 개념이었기 때문에 이를 구분하고자 GPU라는 이름이 붙게 되었다. 그리고 이 GPU의 클라우드 게임 서비스의 구조 내 존재여부 및 위치는 서비스의 환경을 좌우한다. 클라이언트가 GPU를 가지고 있는 경우에는 렌더링 명령어를 스트림을 통해 클라이언트에게 전송하여 클라이언트에서 자체적으로 렌더링을 수행하는 그래픽스 스트리밍 (Graphics Streaming)의 방식을 취하게 되고, 클라이언트의 단말이 GPU를 가지고 있지 않은 경우에는 서버를 통해 최종 렌더링된 영상을 전송하는 일반 비디오 스트리밍방식을 제공하고 있다. 사용자의 하드웨어에 대한 비용 부담을 줄이기 위해서는 점에서는 비디오 스트리밍 기법이 유용하다.

## 장점
서버에서 게임의 주요 연산을 서버가 처리하고 사용자는 이를 스트리밍받는 것 뿐이기 때문에 단말기의 사양은 게임 플레이의 장애가 되지 않는다.즉 고사양의 게임을 위해 하드웨어의 성능을 업그레이드 하거나 최신의 단말을 구매할 필요가 없다. 단말의 사양뿐 아니라, 종류에도 구애받지 않는다. 네트워크에 연결할 수 있고, 스트리밍된 화면을 출력할 수 있는 디스플레이 장치가 있다면 무엇이든 게임이용장치로 사용될 수 있다. 즉 PC, Mac, 태블릿, 스마트폰 및 TV 등 어떤 장치에나 게임을 즐길 수 있다. 또한 서비스 이용자들이 게임을 다운로드 및 인스톨할 필요가 없기 때문에 설치과정에서 얻는 어려움이 없다. 즉 대용량의 설치파일을 받기 위해 저장공간을 확보할 필요도, 오랜 시간을 기다릴 필요도 없다. 또한, 게임 패치 및 업그레이드 적용이 데이터 센터의 서버에서 이루어지기 때문에 업그레이드가 용이하고, 불법 복제의 위험이 없다. 개발자의 입장에서는 게이머의 서비스 이용 패턴을 서버에 저장할 수 있으므로, 이 자료를 게임 개발 개선이나 오류 디버깅에 이용할 수도 있다.

## 문제점
클라우드 게임 서비스는 이용자가 고성능 PC와 게임 전용 콘솔 등에서 경험하는 것과 동일한 게임 환경을 제공해야 한다. 때문에 높은 반응성을 위한 지연 시간 최소화와, 고화질 영상 서비스 제공을 위한 데이터 압축 기술, 네트워크 대역폭등 다양한 기술적 기반이 확보되어야 한다. 또한 가변적 네트워크 환경에서 안정적인 게임 서비스 품질 유지하기 위한 방법에 대해 고려해야할 사항이 많다. 현재는 네트워크 환경의 개선으로 데이터 전송 속도가 빨라졌다 하지만 여전히 여러 환경적 요소에 민감한 것이 사실이다.

### 표시지연 문제
클라우드 게임 서비스에서 필연적으로 발생하는 문제 중 하나가 바로 '표시지연'이다. 스트리밍 방식으로 게임플레이가 이루어지기 때문에 게이머가 키보드나 게임 패드를 통해 입력한 조작신호가 게이머의 단말기 화면에 바로 반영되지 않고 '지연시간'을 가지는 것이다. 이는 빠른 반응속도가 게임플레이에서 중요한 요소인 대전 격투 게임나 FPS 게임에서는 특히 치명적인 문제다. 사실 '표시지연'은 '전송지연', '처리지연' 등 여러 가지 요소가 복합적으로 작용하여 발생한다. 서버 차원에서는 '인코딩 처리 시간'과 '네트워크 전송 처리시간'이 '표시지연'을 일으키고, 클라이언트 측면에서는 '네트워크 수신 처리 시간'과 '디코딩 처리시간'이 '표시지연'을 일으킨다. 여기에 추가적으로 서버와 클라이언트 간의'네트워크 전송 지연시간'이 포함됨으로써 '표시지연 시간'이 계산된다.

### 인터페이스 문제
클라우드 게임 서비스는 다양한 디바이스에서 즐길 수 있는 것을 강점으로 내세우지만 디바이스별 게임 환경이 일정하지는 못하다. 스마트TV는 리모컨으로 게임을 조작해야 하고, 스마트폰이나 태블릿 PC는 화면구성이 복잡하거나 많은 텍스트가 제시되는 게임을 하기에는 화면이 너무 작다. 특히 사용자 인터페이스 측면에서 특정 디바이스는 쾌적한 게임환경을 보장하지 못한다. 예를 들어 스마트폰, 태블릿과 같은 단말은 PC 입력 장치와 다른 터치 스크린 입력 환경 및 제한된 버튼을 제공한다. 키보드 입력을 위한 터치 키패드가 존재하나, 이를 사용할 경우 게임 화면이 키패드로 가려져 게임 진행이 어려워진다. 따라서, 게임 특화된 복잡한 게임 키보드와 마우스 입력을 제공하면서, 이들을 단말 화면상에 적절하게 배치해주는 기술이 필요하다. 이처럼 모바일 단말 및 스마트 단말과 같은 소형 단말일 경우, 하드웨어와 시스템 소프트웨어 등의 영향을 많이 받아 이식하는 과정도 어렵다. 또한 시스템 환경이 조금만 변해도 모든 단말마다 재작업해야 하는 어려움이 있다.

## 업계 현황

### 국외
- G-cluster

2000년대 핀란드에 설립된 Oy Gamecluster사로부터 이어진 G-cluster Global 법인이 제공하는 클라우드 게임 서비스로,‘전 세계 800만 명 이상의 게임 플레이어에게 제공되는 최대 규모의 클라우드 게임 플랫폼이다. G-cluster는 2001년 LA의 E3에서 시연된 클라우드 게이밍 기술을 지칭하기도 하는데, 당시의 기술은 휴대용 기기에 wifi를 통해 클라우드 게이밍 서비스를 제공하는 방식을 취했다. 현재에 이르러 클라우드 게임 플랫폼을 모바일에서 IPTV에 이르기까지 확장시켰고, Broadmedia, Orange, SFR, NTT Plala와 같은 게임 혹은 인터넷 서비스 제공업체들을 상대로 클라우드 게임 서비스를 런칭했다. 또한 Disney와 Ubisoft, Warner Bros같은 게임 스튜디오와 제휴를 맽고 있다.
- Gaikai(Playstation Now)

2008년 10월, Andrew Gault와 Rui Pereira에 의해 Gaikai BV가 네덜란드에서 창립되었으며, 2009년 11월에 David perry에 의해서 미국 캘리포니아의 Gaikai Inc라는 회사로 재창업되었다. GaiKai의 스트리밍 기반의 클라우드 게임 서비스는 사용자의 단말에서 부가적인 콘솔 없이 웹 브라우저와 플래시 프로그램으로 스트리밍 게임을 이용가능하도록 한다. 서버에서 비디오 게임을 구동하여 생성된 영상과 음향을 인터넷으로 전달하면, 사용자는 단말에 설치된 웹 브라우저의 Java 또는 Adobe Flash, Silverlight 플러그인을 이용해 전송된 스트림을 재생하는 것이다. GaiKai는 사용자 단말기에서 어떤 추가적인 동작이 필요없는 기술을 목표로 하며, 웹 브라우저만 실행하면 바로 게임을 시작할 수 있는 간편함을 내세우고 있다. 또한, 적용 분야도 기존의 게임 서비스를 대체하기 위한 수단이 아니라, 게임 타이틀에 대한 홍보 시장을 목표로 한다. 2010년 E3에서 공식적인 발표 및 시연을 마친 후, 2010년 하반기 클로즈 베타테스트를 실시하고, 2011년 2월 미국내에서 공식적인 서비스를 시작했다. 계속 사업을 확장해 2011년 12월 유럽 서비스를 개시하였고 북미와 유럽내 12개국에 서비스를 제공했다. 이후 삼성 스마트 TV의 클라우드 게임 메인 플랫폼으로 표준 탑재되었으며, LG전자와도 제휴를 맺는 등 활발한 행보를 보였던 GaiKai는 2012년 7월 소니에 인수되었다.
- OnLive

OnLive는 Steve Perlman에 의해 세워진 회사로, 2010년 6월 onlive game service라는 이름으로 런칭했다. 처음 소개된 곳은 2009년 GDC (Game Developer Conferernce) 2에서였으며, 북미를 중심으로 2010년 7월부터 서비스를 개시하였다. 이 서비스는 회사의 기술을 통해 콘솔 수준의 게임을 mac이나 pc, 타블렛 pc 그리고 tv에서 즉각적으로 플레이하는 것은 목표로하며, 이를 위해서는 onlive사의 전용 microConsole과 같은 추가 어댑터나, onlive 소프트웨어가 내장된 연결 디바이스를 제공하다. Onlive의 서비스는 크게 기존 출시된 게임을 변경없이 서비스를 제공할 수 있을 뿐만 아니라, 제공하는 전용 SDK 인 OnLive SDK를 사용하여 개발된 게임도 제공한다. 2012년 8월 19일, Onlive가 대부분의 직원들을 해고하고 많은 직원들이 떠났다는 보도가 나왔으며, 이후에는 온라이브가 파산신청을 했다는 보도도 이어졌다. 이에 대해 Onlive는 회사 내부 사정에 대한 소문에 모두 답할 수는 없지만 전원 해고나 사업 중단은 없으며 자금력이 풍부한 신설 회사에 자산 상당 부분을 매각해 Onlive 게임 및 데스크톱 스트리밍 서비스는 모든 온라이브앱과 단말기에 계속 지원된다고 설명했다. 그러나 코타쿠(Kotaku)라는 한 매체는 내부 소식통을 통해 온라이브가 파산 보호 신청 절차를 밟고 있다고 전하기도 했다. 이 밖에도 미국 유럽을 중심으로 2백만에 이른다 했던 Onlive사 서비스 이용자 중 동시접속자는 1800명에 미치지 못한다는 주장이 제기되었고, 이런 현상들은 Onlive사의 운영상태가 그리 희망적이지 않음을 시사했다. 그러나 우려와는 달리 Onlive사는 계속해서 사업을 유지하게 되었고, 현재에는 2012년 8월에 교체된 Gary Lauder가 수장으로 자리 하고 있다.
- Kalydo

2006년에 설립되어 네덜란드에 위치하고 있는 Kalydo는 클라우드 게이밍 기술을 통해 어느 게임에나 즉각적인 접근 및 플레이가 가능한 서비스를 제공하고자 한다. 특히 데스크탑 혹은 브라우저를 통해 제공되는 클라우드 게임 플랫폼으로 현재 15개 이상의 국가에서 제공되며 Cartoon Network, Neowiz, Gameforge, COG, Shanda Games, Gamigo and Gravity과 같은 게임 회사들과 성공적으로 제휴하고 있다. 기술적인 측면에서 Kalydo는 클라우드 게이밍 기술로 비디오 스트리밍이 아닌 파일 스트리밍 방식을 취하고 있는데, 이는 Onlive를 비롯한 여타 주요 클라우드 게임 서비스 업체들과는 구별되는 지점이다.

### 국내
- c-games

2012년 하반기 LG유플러스사에서 `C-games'를 론칭하면서 클라우드 게임 서비스가 제공되기 시작했다. LG유플러스 TV 가입자는 스마트TV에서 기존 PC나 게임 콘솔에서 즐기던 게임을 즐길 수 있다. PC에서도 C-게임즈를 통해 게임을 즐길 수 있다. LG유플러스 스마트폰 LTE 요금제 가입자는 스마트폰에서도 클라우드 게임 서비스를 이용할 수 있다. GPU를 통한 전송 기술을 지닌 nvidia사와 제휴하여, 여기에 LG유플러스사가 초고속 통신환경을 더해 서비스를 제공한다. c-games에서 서비스하기 위한 게임을 개발하기 위한 개발 킷을 배포해 개발사들의 참여를 유도한다. 이 프로젝트에는 엔씨소프트, 세가, 캠콤, 에픽게임즈, 반다이남코와 같은 업체들이 함께했다. 2013년부터는 서비스 이용자의 증가를 위해 기존의 자사 가입자에게만 제공하던 C-games를 통신사 관계없이 모든 소비자가 체험할 수 있도록 전면 개방했다. 허나 지금은 서비스종료로 사용할 수 없다.
- X-game

케이블TV 서비스 업체 CJ헬로비전이 방송업계 최초로 시도한 클라우드 게임 서비스이다. X-게임 서비스를 이용하면, 게임 콘솔이나 PC가 없어도 기존 콘솔 게임이나 PC용 게임을 TV에서 바로 즐길 수 있다. '헬로TV' 서비스 가입자라면 별도의 장치 없이 기존 셋톱박스에 게임 패드만 연결해 클라우드 게임을 이용할 수 있다.
- Btv 클라우드 스트리밍 서비스

SK텔레콤에 의해 6월 24일부터 상용화되는 클라우드 게임 서비스다.

## 같이 보기
- 스트림 프로세싱